# خط بلومنسات
خط بلومنسات هو الخط الذي يظهر في التصوير الشعاعي الجانبي لمفصل الركبة والمتعلق بالحفرة بين لقمتي الفخذ. يمكن استخدام الزاوية التي يظهر فيها الخط في تشخيص إصابات الرضفة والرباط المتصالب الأمامي.
في الحالات الطبيعية، يتقاطع الخط مع القطب الخلفي للرضفة. لذلك، فإن هذا الخط مفيد في تشخيص كسر عظم الفخذ وتمزق الوتر الرضفي.